# Kenneth Lonergan
Kenneth Lonergan (Nova Iorque, 16 de outubro de 1962) é um cineasta e roteirista/argumentista estadunidense.

## Filmografia
| Ano  | Título                                 | Créditos | Créditos   |
| Ano  | Título                                 | Diretor  | Roteirista |
| ---- | -------------------------------------- | -------- | ---------- |
| 1994 | Doug                                   | Não      | Sim        |
| 1999 | Analyze This                           | Não      | Sim        |
| 2000 | You Can Count on Me                    | Sim      | Sim        |
| 2000 | The Adventures of Rocky and Bullwinkle | Não      | Sim        |
| 2002 | Analyze That                           | Não      | Sim        |
| 2002 | Gangs of New York                      | Não      | Sim        |
| 2011 | Margaret                               | Sim      | Sim        |
| 2016 | Manchester by the Sea                  | Sim      | Sim        |